# Hertigdömet Neapel
Hertigdömet Neapel var en historisk italiensk monarki i södra Italien mellan 661 och 1137. Det utkristalliserades ur Bysantinska riket och uppgick i kungariket Sicilien.